# Annales de Loch Cé
Les Annales de Loch Cé (ou Annales de Lough Cé) couvrent les événements survenus principalement dans le Connacht et les régions voisines pour la période de 1014 à 1590. Leur nom provient de Lough Cé dans le royaume de Moylurg situé dans le nord de l'actuel comté de Roscommon, qui était le centre du pouvoir du clan des Mac Dermot. Pour ses premiers siècles elles utilisent les Annales de Boyle.
Une grande partie des  Annales est attribuée à des membres du clan Ó Duibhgeannáin, avec quelques corrections par le commanditaire de l’œuvre, le roi de Moylurg Brian na Carriag MacDermot, 1er MacDermot de Carrick († 1592). Le texte est en moyen irlandais, avec une fraction des entrées en latin.

## Articles liés
- Chroniques d'Irlande
- Annales d'Ulster
- Annales des quatre maîtres
- Annales de Tigernach
- Chronicon Scotorum
- Annales de Clonmacnoise
- Annales d'Inisfallen

## Sources de la traduction
- (en) Cet article est partiellement ou en totalité issu de l’article de Wikipédia en anglais intitulé « Annals of Loch Cé » (voir la liste des auteurs).